# LP-Vampula Huittinen 2017-2018
Questa voce raccoglie le informazioni riguardanti lo LP-Vampula Huittinen nelle competizioni ufficiali della stagione 2017-2018.

## Organigramma societario
Area direttiva
- Presidente: Timo Talvitie

Area tecnica
- Allenatore: Arttu Keränen (fino a marzo), Juha Lantto (da marzo)

## Rosa
| N° | Nome                | Ruolo | Data di nascita   | Nazionalità sportiva |
| -- | ------------------- | ----- | ----------------- | -------------------- |
| 1  | Tilda Oikari        | S     | 18 ottobre 1990   | Finlandia            |
| 2  | Sarah Blomgren      | O     | 18 luglio 1994    | Stati Uniti          |
| 3  | Katja Metsäkoivu    | C     | 1º settembre 1994 | Finlandia            |
| 4  | Elli-Noora Hiltunen | S     | 2 settembre 1993  | Finlandia            |
| 5  | Jenni Jantunen      | C     | 4 febbraio 2001   | Finlandia            |
| 6  | Julia Porsanger     | L     | 7 aprile 1994     | Finlandia            |
| 7  | Veda Mansikkaviita  | P     | 18 aprile 1999    | Finlandia            |
| 8  | Kristiina Minkkinen | C     | 11 giugno 1993    | Finlandia            |
| 10 | Nayara Ferreira     | S     | 5 novembre 1993   | Brasile              |
| 12 | Venla Raitala       | S     | 8 ottobre 1998    | Finlandia            |
| 13 | Petra Sahlberg      | L     | 26 gennaio 1996   | Finlandia            |
| 14 | Hilkka Hujanen      | S     | 24 marzo 1998     | Finlandia            |
| 15 | Susanna Sutki       | P     | 25 marzo 1997     | Finlandia            |
| 16 | Roosa Nieminen      | C     | 7 febbraio 1997   | Finlandia            |
| 19 | Siiri Inna          | -     | 25 gennaio 2000   | Finlandia            |
| 20 | Katariina Kylänpää  | -     | 8 giugno 1999     | Finlandia            |
| 21 | Milla Vehmas        | -     | 28 ottobre 1999   | Finlandia            |
| 22 | Miia Leppänen       | -     | 28 ottobre 1999   | Finlandia            |
| 24 | Iina Andrikopoulou  | S     | 25 maggio 1998    | Finlandia            |
| 25 | Wilhelmiina Prihti  | C     | 28 ottobre 2001   | Finlandia            |

## Statistiche

### Statistiche dei giocatori
| Giocatrice       | L. Mestaruusliiga | L. Mestaruusliiga | L. Mestaruusliiga | L. Mestaruusliiga | L. Mestaruusliiga | Coppa di Finlandia | Coppa di Finlandia | Coppa di Finlandia | Coppa di Finlandia | Coppa di Finlandia | Totale | Totale | Totale | Totale | Totale |
| Giocatrice       | P                 | PT                | AV                | MV                | BV                | P                  | PT                 | AV                 | MV                 | BV                 | P      | PT     | AV     | MV     | BV     |
| ---------------- | ----------------- | ----------------- | ----------------- | ----------------- | ----------------- | ------------------ | ------------------ | ------------------ | ------------------ | ------------------ | ------ | ------ | ------ | ------ | ------ |
| I. Andrikopoulou | -                 | -                 | -                 | -                 | -                 | -                  | -                  | -                  | -                  | -                  | -      | -      | -      | -      | -      |
| S. Blomgren      | 27                | 321               | 259               | 34                | 28                | 3                  | 45                 | 38                 | 3                  | 4                  | 30     | 366    | 297    | 37     | 32     |
| N. Ferreira      | 12                | 143               | 125               | 7                 | 11                | -                  | -                  | -                  | -                  | -                  | 12     | 143    | 125    | 7      | 11     |
| E.N. Hiltunen    | 19                | 155               | 135               | 4                 | 16                | 2                  | 22                 | 17                 | 1                  | 4                  | 21     | 177    | 152    | 5      | 20     |
| H. Hujanen       | 27                | 221               | 189               | 7                 | 25                | 3                  | 29                 | 23                 | 3                  | 3                  | 30     | 250    | 212    | 10     | 28     |
| S. Inna          | -                 | -                 | -                 | -                 | -                 | -                  | -                  | -                  | -                  | -                  | -      | -      | -      | -      | -      |
| J. Jantunen      | 8                 | 26                | 15                | 8                 | 3                 | 2                  | 3                  | 2                  | 0                  | 1                  | 10     | 29     | 17     | 8      | 4      |
| K. Kylänpää      | -                 | -                 | -                 | -                 | -                 | -                  | -                  | -                  | -                  | -                  | -      | -      | -      | -      | -      |
| M. Leppänen      | -                 | -                 | -                 | -                 | -                 | -                  | -                  | -                  | -                  | -                  | -      | -      | -      | -      | -      |
| V. Mansikkaviita | 25                | 40                | 18                | 5                 | 17                | 2                  | 3                  | 2                  | 0                  | 1                  | 27     | 43     | 20     | 5      | 18     |
| K. Metsäkoivu    | 25                | 129               | 77                | 32                | 20                | 3                  | 22                 | 15                 | 3                  | 4                  | 28     | 151    | 92     | 35     | 24     |
| K. Minkkinen     | 7                 | 21                | 15                | 5                 | 1                 | 0                  | 0                  | 0                  | 0                  | 0                  | 7      | 21     | 15     | 5      | 1      |
| R. Nieminen      | 24                | 133               | 81                | 26                | 26                | 3                  | 20                 | 10                 | 5                  | 5                  | 27     | 153    | 91     | 31     | 31     |
| T. Oikari        | 22                | 60                | 45                | 2                 | 13                | 3                  | 15                 | 9                  | 1                  | 5                  | 25     | 75     | 54     | 3      | 18     |
| J. Porsanger     | 27                | 0                 | 0                 | 0                 | 0                 | 3                  | 0                  | 0                  | 0                  | 0                  | 30     | 0      | 0      | 0      | 0      |
| W. Prihti        | 1                 | 0                 | 0                 | 0                 | 0                 | -                  | -                  | -                  | -                  | -                  | 1      | 0      | 0      | 0      | 0      |
| V. Raitala       | 15                | 39                | 27                | 1                 | 11                | 2                  | 3                  | 2                  | 0                  | 1                  | 17     | 42     | 29     | 1      | 12     |
| P. Sahlberg      | 7                 | 0                 | 0                 | 0                 | 0                 | 3                  | 0                  | 0                  | 0                  | 0                  | 10     | 0      | 0      | 0      | 0      |
| S. Sutki         | 27                | 31                | 7                 | 11                | 13                | 3                  | 10                 | 3                  | 4                  | 3                  | 30     | 41     | 10     | 15     | 16     |
| M. Vehmas        | -                 | -                 | -                 | -                 | -                 | -                  | -                  | -                  | -                  | -                  | -      | -      | -      | -      | -      |

P = presenze; PT = punti totali; AV = attacchi vincenti; MV = muri vincenti; BV = battute vincenti